# قورچی‌لو
قورچی‌لو (به لاتین: Qorçulu) یک منطقهٔ مسکونی در جمهوری آذربایجان است که در شهرستان شرور واقع شده‌است. قورچی‌لو ۷۰۵ نفر جمعیت دارد.